# Barbara Ruick
Barbara Ruick née le 23 décembre 1930 à Pasadena (Californie), et morte le 3 mars 1974  à Reno (Nevada), est une actrice américaine.

## Biographie
Barbara Ruick se marie trois fois. D'abord 1949 avec Frank Howren, le mariage sera annulé dans l'année, puis en 1953 avec Robert Horton, la co-vedette du film Apache War Smoke, le divorce sera prononcé en 1956. Elle épouse cette même année le compositeur John Williams, avec lequel elle aura trois enfants : Jennifer, Mark et Joseph. Elle meurt soudainement à 43 ans d'une hémorragie cérébrale.

## Filmographie

### Cinéma
- 1952 : Invitation de Gottfried Reinhardt : Sarah
- 1952 : Scaramouche de George Sidney
- 1952 : Toi pour moi (You for Me) de Don Weis : Ann Elcott
- 1952 : L'Intrépide (Fearless Fagan) de Stanley Donen : Une seconde infirmière
- 1952 : Apache War Smoke d'Harold F. Kress : Nancy Dekker
- 1952 : Le Grand Secret (Above and Beyond) de Melvin Frank et Norman Panama : Mary Malone
- 1953 : La Petite Constance (Confidentially Connie) d'Edward Buzzell : Barbara
- 1953 : Casanova Junior (The Affairs of Dobie Gillis) de Don Weis : Lorna Ellingboe
- 1953 : Cupidon photographe de Don Weis : Une guide du studio
- 1953 : Tous en scène! (The Band Wagon) de Vincente Minnelli : Une passagère dans le train
- 1956 : Carousel d'Henry King : Carrie Pipperidge
- 1974 : Les Flambeurs (California Split) de Robert Altman : Reno Barmaid

### Télévision
- 1954 : Letter to Loretta (Série TV) : Peggy Richards
- 1954 : Public Defender (Série TV) : Phyllis Holt
- 1955 : Climax! (Série TV) : Judith Hale
- 1955 : The Lineup (Série TV) : Peggy Kirby
- 1957 : The Millionaire (Série TV) : Crystal Sands
- 1960 : The Brothers Brannagan (Série TV) : Connie
- 1965 : Cinderella (Téléfilm) : Esmeralda